# Iberians Gaming
Iberians, también conocido como Iberians Gaming, es una organización dedicada a los deportes electrónicos (esports) fundada en 2022 y con sede en Valladolid, España. Entre los videojuegos en los que ha competido o compite la organización se encuentran League of Legends, Wild Rift, Smash Bros., Clash Royale y FIFA. También cuentan con creadores de contenido. El club cuenta con el patrocinio de iVisual Formación y Pentakill Studios.

## Historia
Iberians Gaming nació de una iniciativa de apostar por el desarrollo en la industria de los eSports y en nuevas técnicas audiovisuales como la creación de contenido en torno a la ciudad de Valladolid. En su primer mes de vida ya crearon su primer evento "Iberians Showdown"

## League of Legends
Iberians Gaming tendrá representación en el Circuito Tormenta donde intentarán conseguir el ascenso a la Liga Nexo.
| Roster  | Roster | Roster   | Roster       |
| Jugador | Alias  | Posición | Nacionalidad |
| ------- | ------ | -------- | ------------ |
|         |        | TopLiner | España       |
|         |        | Jungla   | España       |
|         |        | MidLiner | España       |
|         |        | ADC      | España       |
|         |        | Support  | España       |

## Otras secciones
Iberians dispone de otras secciones en juegos como los de Super Smash Bros. y Clash Royale.
| Otras secciones            | Otras secciones | Otras secciones | Otras secciones  |
| Videojuego                 | Nacionalidad    | Alias           | Nombre           |
| -------------------------- | --------------- | --------------- | ---------------- |
| Super Smash Bros. Ultimate | España          | Kratogans       | Adrián López     |
| Clash Royale               | España          | Rondilla        | Alejandro Hervás |

## Creadores de contenido
| Creadores de contenido actuales | Creadores de contenido actuales | Creadores de contenido actuales | Creadores de contenido actuales |
| Nacionalidad                    | Alias                           | Nombre                          | Lleva desde                     |
| ------------------------------- | ------------------------------- | ------------------------------- | ------------------------------- |
| España                          | notdareel                       | Johann                          | 2022                            |